# Imke Schiersch
Imke Schiersch (* 12. Juni 1970 in Jever) ist eine ehemalige deutsche Triathletin.

## Werdegang
Als Jugendliche betrieb Imke Schiersch von 1975 bis 1988 Reitsport und 1983 begann sie mit Leichtathletik (Mittelstrecke und Mehrkampf).
Als ehemalige Mittelstreckenläuferin sammelte sie in den Folgejahren (1992 bis 1999) viele Erfahrungen auf dem Rad. Die geborene Ostfriesin zog 1997 in die Nähe von Roth.
Imke Schiersch startete erstmals im Jahr 1999 im Triathlon über die olympische Distanz (1,5 km Schwimmen, 40 km Radfahren, 10 km Laufen).
Im Juli 2000 wurde Imke Schiersch Deutsche Vizemeisterin Cross-Triathlon (1,5 km Schwimmen, 35 km Mountainbike und 10 km Trailrun). 2003 wurde sie Deutsche Vizemeisterin Duathlon.

### 3. Rang Ironman European Championships 2004 und 2005
2004 und erneut 2005 wurde sie in Frankfurt am Main Dritte bei den Ironman European Championships (Ironman Germany: 3,86 km Schwimmen, 180,2 km Radfahren und 42,195 km Laufen). 2006 und 2007 wurde sie hier Vierte und 2008 Fünfte.
Nach einer Babypause startete sie im Mai 2011 bei der Half Challenge Barcelona, wo sie auf der Mitteldistanz (1,9 km Schwimmen, 90 km Radfahren und 21 km Laufen) den achten Rang belegte.
2012 erklärte Imke Schiersch ihre aktive Zeit als Leistungsathletin für beendet und begann die Tätigkeit als Coach.

## Sportliche Erfolge
| Datum/Jahr    | Rang | Wettbewerb             | Austragungsort | Zeit     | Bemerkung                            |
| ------------- | ---- | ---------------------- | -------------- | -------- | ------------------------------------ |
| 27. Aug. 2011 | 1    | NordseeWoman           | Wilhelmshaven  | 01:53:07 | [ 3 ]                                |
| 3. Juli 2011  | 13   | Challenge Aarhus       | Aarhus         | 04:42:58 | [ 4 ]                                |
| 29. Mai 2011  | 8    | Challenge Barcelona    | Barcelona      | 04:54:17 | [ 5 ]                                |
| 14. Juni 2009 | 17   | Challenge Kraichgau    | Kraichgau      | 05:14:15 | Mitteldistanz                        |
| 3. Mai 2009   | 12   | Ironman 70.3 St. Croix | Saint Croix    | 05:07:02 |                                      |
| 2. Sep. 2007  | 5    | Ironman 70.3 Monaco    | Monaco         |          |                                      |
| 22. Juli 2000 | 12   | Allgäu Triathlon       | Immenstadt     | 05:42:39 | Deutsche Meisterschaft Mitteldistanz |

| Datum/Jahr    | Rang | Wettbewerb                | Austragungsort    | Zeit     | Bemerkung                                     |
| ------------- | ---- | ------------------------- | ----------------- | -------- | --------------------------------------------- |
| 11. Sep. 2011 | 3    | Ironman Wales             | Pembrokeshire     | 11:20:42 |                                               |
| 21. Aug. 2011 | 5    | Challenge Vichy           | Vichy             | 11:23:11 |                                               |
| 23. Nov. 2008 | 9    | Ironman Arizona           | Tempe (Arizona)   | 09:53:14 |                                               |
| 6. Juli 2008  | 5    | Ironman Germany           | Frankfurt am Main | 09:36:15 |                                               |
| 13. Okt. 2007 |      | Ironman Hawaii            | Hawaii            | 10:15:31 | [ 8 ]                                         |
| 1. Juli 2007  | 4    | Ironman Germany           | Frankfurt am Main | 09:27:31 | mit persönlicher Bestzeit auf der Langdistanz |
| 2. Dez. 2006  | 8    | Ironman Western Australia | Busselton         | 09:33:26 |                                               |
| 21. Okt. 2006 | 93   | Ironman Hawaii            | Hawaii            | 10:49:47 | [ 10 ]                                        |
| 23. Juli 2006 | 4    | Ironman Germany           | Frankfurt am Main | 09:34:11 |                                               |
| 27. Nov. 2005 | 4    | Ironman Western Australia | Busselton         | 10:01:40 |                                               |
| 15. Okt. 2005 | 30   | Ironman Hawaii            | Hawaii            | 10:18:43 |                                               |
| 10. Juli 2005 | 3    | Ironman Germany           | Frankfurt am Main | 09:36:03 |                                               |
| 16. Okt. 2004 |      | Ironman Hawaii            | Hawaii            | 11:55:33 |                                               |
| 11. Juli 2004 | 3    | Ironman Germany           | Frankfurt am Main | 09:52:56 |                                               |
| 8. Nov. 2003  | 11   | Ironman Florida           | Panama City       | 10:01:25 |                                               |
| 13. Juli 2003 | 7    | Ironman Germany           | Frankfurt am Main | 09:59:01 |                                               |
| 7. Juli 2002  | 3    | Ironman Austria           | Klagenfurt        | 09:39:47 |                                               |

| Datum/Jahr    | Rang | Wettbewerb                          | Austragungsort        | Zeit     | Bemerkung                                                   |
| ------------- | ---- | ----------------------------------- | --------------------- | -------- | ----------------------------------------------------------- |
| 11. Mai 2003  | 2    | DTU Deutsche Duathlon-Meisterschaft | Neustadt an der Aisch | 02:21:30 | Deutsche Vizemeisterin Duathlon, hinter Konstanze Friedrich |
| 10. Sep. 2000 | 3    | Powerman Spalt                      | Spalt                 | 06:12:24 |                                                             |

| Datum/Jahr    | Rang | Wettbewerb                                 | Austragungsort | Zeit     | Bemerkung                                                          |
| ------------- | ---- | ------------------------------------------ | -------------- | -------- | ------------------------------------------------------------------ |
| 29. Juli 2000 | 2    | DTU Deutsche Meisterschaft Cross-Triathlon | Immenstadt     | 03:44:11 | Deutsche Vizemeisterin Cross-Triathlon beim Allgäu Cross TriLenium |